# 13 април
13 април е 103-тият ден в годината според григорианския календар (104-ти през високосна). Остават 262 дни до края на годината.

## Събития
- 1059 г. – Римският папа Николай II издава декрет, според който занапред само кардинали ще имат право да участват в избора на папи.
- 1204 г. – Кръстоносците от Четвъртия кръстоносен поход превземат и разграбват Константинопол, като убиват и над 2000 православни християни.
- 1598 г. – Френският крал Анри IV подписва Нантския едикт, с който гарантира свобода на вероизповеданието за френските хугеноти.
- 1771 г. – Екатерина II заповядва да започнат тайни медицински експерименти с безнадеждно болни от чума с цел откриване на лечение.
- 1814 г. – Немският математик Карл Вите получава докторска степен на 12-годишна възраст.
- 1829 г. – Английският парламент гарантира свобода на вероизповеданието за католиците.
- 1835 г. – В Търново са обесени водачите на Велчовата завера.
- 1848 г. – Сицилия обявява независимост от Неапол и става самостоятелно кралство.
- 1849 г. – Унгария е обявена за република.
- 1871 г. – Двете епархии – Варненска и Преславска са обединени във Варненска и Великопреславска епархия.
- 1886 г. – Учреден е почетен знак Червен кръст по предложение на Настоятелството на дружество „Червен кръст“.
- 1919 г. – Провъзгласена е Баварска съветска република, разгромена от войските на правителството на Германия през май същата година.
- 1924 г. – Основан е ФК АЕК Атина.
- 1925 г. – Извършен е опит за атентат срещу цар Борис ІІІ при прохода Арабаконак
- 1934 г. – Извършен е последният полет за спасяване на оцелелите от кораба Челюскин.
- 1940 г. – Катинското клане: Органите на НКВД (СССР) избиват над 4000 полски офицери.
- 1941 г. – Втора световна война: Британската авиация извършва първа бомбардировка на София, която е без жертви.
- 1941 г. – Втора световна война: В Москва е подписан съветско-японският пакт за неутралитет, денонсиран от правителството на СССР на 5 април 1945 г.
- 1941 г. – Втора световна война: В хода на операция Ауфмарш 25, 11-а танкова дивизия на Вермахта под командването на Евалд фон Клайст влиза на парад в Белград, като кметът на града му е предал ключовете символично още предния ден вечерта.
- 1945 г. – Втора световна война: Виена е освободена от хитлеристка окупация от Червената армия и войски на новите съюзници.
- 1945 г. – Министерският съвет приема наредба-закон за ТКЗС.
- 1960 г. – В алжирската част на Сахара Франция извършва първото изпитание на атомна бомба.

- 1962 г. – В София се провежда Първи международен турнир по свободна борба Дан Колов, който става традиционен.
- 1963 г. – Сидни Поатие става първият афроамериканец, който спечелва Оскар.
- 1967 г. – Rolling Stones изнасят първия си концерт зад Желязната завеса – във Варшава.
- 1970 г. – На борда на американски космически кораб Аполо 13, докато лети към Луната, експлодира кислороден резервоар, което поставя екипажа в голяма опасност и предизвиква огромна повреда в кораба.
- 1987 г. – Португалия и Китай постигат съгласие Макао да бъде върнат под китайска администрация през 1999 г.
- 1990 г. – СССР признава за първи път отговорността си за убийството на хиляди полски офицери при Катин през 1940 г.
- 1997 г. – Стадион Лазур (тогава като стадион „Нефтохимик“) е официално открит след реконструкция с мача Нефтохимик – Левски (5:1).
- 2001 г. – В Египет са открити 20 позлатени мумии.
- 2005 г. – Европейският парламент гласува с мнозинство в подкрепа на подписването на Договора за присъединяване на България и Румъния към Европейския съюз, който влиза в сила от 1 януари 2007 година.
- 2009 г. – Американският рапър Ice Cube изнася концерт в з. „Универсиада“

## Родени
- 1519 г. – Катерина Медичи, кралица на Франция († 1589 г.)
- 1570 г. – Гай Фокс, английски военен деец († 1606 г.)
- 1593 г. – Томас Страфорд, английски политик († 1641 г.)
- 1732 г. – Фредерик Норт, британски премиер († 1792 г.)
- 1743 г. – Томас Джеферсън, трети президент на САЩ († 1826 г.)
- 1771 г. – Ричард Тревитик, английски механик († 1833 г.)
- 1784 г. – Фридрих фон Врангел, пруски генерал († 1877 г.)
- 1849 г. – Степан Макаров, руски офицер († 1904 г.)
- 1859 г. – Веранъс Алва Мур, американски бактериолог († 1931 г.)
- 1859 г. – Хенри Туреман Алън, американски изследовател († 1930 г.)
- 1860 г. – Джеймс Енсор, белгийски художник († 1949 г.)
- 1883 г. – Александър Василевич Александров, руски композитор († 1946 г.)
- 1883 г. – Демян Бедни, руски писател († 1945 г.)
- 1885 г. – Дьорд Лукач, унгарски философ († 1971 г.)
- 1889 г. – Оскар Фонтана, австрийски писател († 1969 г.)
- 1891 г. – Иван Горанов, български политик († 1945 г.)
- 1896 г. – Никола Гешев, български полицай († 1984 г.)
- 1899 г. – Стефан Гъдуларов, български актьор († 1969 г.)
- 1906 г. – Антон Панов, македонски писател († 1968 г.)
- 1906 г. – Самюъл Бекет, ирландски поет, Нобелов лауреат през 1969 г. († 1989 г.)
- 1908 г. – Георги Белев, български певец († 1966 г.)
- 1915 г. – Щефан Хермлин, немски писател († 1997 г.)
- 1922 г. – Джон Брейн, английски писател († 1986 г.)
- 1922 г. – Джулиъс Ниерере, танзански политик († 1999 г.)
- 1923 г. – Виктор Данченко, български актьор († 1979 г.)
- 1927 г. – Морис Роне, френски режисьор и актьор († 1983 г.)
- 1931 г. – Дан Гърни, американски пилот от Формула 1 († 2018 г.)
- 1931 г. – Ненко Токмакчиев, български художник († 2014 г.)
- 1931 г. – Никон Агатополски, български духовник († 2002 г.)
- 1937 г. – Едуард Фокс, английски актьор
- 1939 г. – Шеймъс Хийни, северноирландски поет, Нобелов лауреат († 2013 г.)
- 1940 г. – Макс Моузли, президент на ФИА († 2021 г.)
- 1943 г. – Милен Пенев, български актьор († 1991 г.)
- 1944 г. – Ханс Кристоф Бух, немски писател
- 1948 г. – Драго Янчар, словенски писател
- 1949 г. – Кристофър Хитчънс, британско-американски автор, литературен критик и политически журналист († 2011 г.)
- 1955 г. – Сафет Сушич, босненски футболист
- 1955 г. – Ирина Хакамада, руска политическа деятелка
- 1958 г. – Георги Димитров, български социолог
- 1963 г. – Гари Каспаров, руски гросмайстор
- 1964 г. – Маргарита Генчева, български юрист и политик
- 1972 г. – Гурбан Гурбанов, азербайджански футболист и треньор
- 1973 г. – Андрей Цеков, български политик и юрист
- 1973 г. – Килиан Албрехт, австрийско-български скиор
- 1973 г. – Сергей Шнуров, руски рок музиканг, група Ленинград
- 1973 г. – Добрина Чешмеджиева, българска журналистка, телевизионна водеща
- 1974 г. – Аугусто Поросо, еквадорски футболист
- 1974 г. – Константин Сакаев, руски шахматист
- 1979 г. – Велизар Димитров, български футболист
- 1987 г. – Димитър Везалов, български футболист

## Починали
- 799 г. – Павел Дякон, историк на лангобардите (* 720 г.)
- 814 г. – Хан Крум, български монарх (* 755 г.)
- 1093 г. – Всеволод I, велик княз на Киевска Рус (* 1030 г.)
- 1377 г. – Гийом дьо Машо, френски поет (* 1300 г.)
- 1538 г. – Елена Глинская, руска велика княгиня (* 1508 г.)
- 1592 г. – Бартоломео Аманати, италиански архитект и скулптор (* 1511 г.)
- 1695 г. – Жан дьо Лафонтен, френски писател (* 1621 г.)
- 1794 г. – Пиер Шомет, френски политик (* 1763 г.)
- 1827 г. – Хю Клапертън, британски изследовател (* 1788 г.)
- 1853 г. – Леополд Гмелин, немски химик (* 1788 г.)
- 1868 г. – Теодрос II, император на Етиопия (* 1818 г.)
- 1871 г. – Стефан Захариев, български възрожденец (* 1810 г.)
- 1894 г. – Филип Шпита, немски музикален историк (* 1841 г.)
- 1902 г. – Христо Максимов, български писател (* 1867 г.)
- 1903 г. – Мориц Лацарус, германски философ (* 1824 г.)
- 1904 г. – Степан Макаров, руски океанограф, вицеадмирал (* 1848 г.)
- 1918 г. – Лавър Корнилов, руски генерал (* 1870 г.)
- 1921 г. – Миленко Балкански, български генерал (* 1868 г.)
- 1927 г. – Иван Куюмджиев, български революционер (* 1870 г.)
- 1937 г. – Иля Илф, руски писател (* 1897 г.)
- 1942 г. – Хенк Снейвлит, нидерлански политик (* 1883 г.)
- 1944 г. – Харалампи Тачев, български художник (* 1875 г.)
- 1945 г. – Ернст Касирер, германски философ (* 1874 г.)
- 1975 г. – Франсоа Томбалбайе, 1-ви президент на Чад (* 1905 г.)
- 1977 г. – Александър Родимцев, руски генерал (* 1918 г.)
- 1982 г. – Иван Моканов, български футболист (* 1912 г.)
- 1985 г. – Петя Герганова, българска актриса (* 1907 г.)
- 1992 г. – Йордан Касабов, български физик (* 1928 г.)
- 1999 г. – Вили Щоф, германски политик (* 1914 г.)
- 2006 г. – Мюриъл Спарк, шотландска писателка (* 1918 г.)
- 2007 г. – Златина Тодева, българска актриса (* 1926 г.)
- 2008 г. – Джон Уилър, американски физик-теоретик (* 1911 г.)
- 2012 г. – Марио Рици, италиански католически архиепископ, апостолически нунций на Светия престол в България (* 1926 г.)
- 2015 г. – Гюнтер Грас, германски писател, поет, драматург и публицист, носител на Нобелова награда за литература от 1999 г. (* 1927 г.)

## Празници
- Италия – Ден на независимостта на Сицилия
- Камбоджа – Нова година по камбоджанския календар
- Непал и Пенджаб – Празника Вайсаки (начало на беритбения сезон)
- Тайланд – Празник Сонгкран – тайландската Нова година